# Gnophos oneraria
Gnophos oneraria là một loài bướm đêm trong họ Geometridae.